# Лясково (Жнінський повіт)
Лясково (пол. Laskowo, нім. Laßkirch) — село в Польщі, у гміні Яновець-Велькопольський Жнінського повіту Куявсько-Поморського воєводства.
Населення — 189 осіб (2011).
У 1975-1998 роках село належало до Бидгощського воєводства.

## Демографія
Демографічна структура станом на 31 березня 2011 року:
|          | Загалом | Допрацездатний вік | Працездатний вік | Постпрацездатний вік |
| -------- | ------- | ------------------ | ---------------- | -------------------- |
| Чоловіки | 91      | 22                 | 63               | 6                    |
| Жінки    | 98      | 21                 | 57               | 20                   |
| Разом    | 189     | 43                 | 120              | 26                   |